# Wonders of Life (bok)
Wonders of Life: Exploring the Most Extraordinary Phenomenon in the Universe  är en bok av den teoretiska fysikern Brian Cox, utgiven 2013. Boken handlar om vad liv är och varifrån det kom, och förklaras på ett sätt som är förståeligt för den "allmänna läsaren".  Boken är baserad på en serie med samma namn Wonders of Life.